# 阿列河畔新城
阿列河畔新城（法語：Villeneuve-sur-Allier，法語發音：[vilnœv syʁ alje]）是法国阿列省的一个市镇，属于穆兰区。

## 地理
阿列河畔新城（46°39'37"N, 3°14'55"E）面积26.3 平方千米，位于法国奥弗涅-罗讷-阿尔卑斯大区阿列省，该省份为法国中部省份，北起涅夫勒省、西北接谢尔省，西南至克勒兹省，南至多姆山省，东南临卢瓦尔省，东临索恩-卢瓦尔省。
与阿列河畔新城接壤的市镇（或旧市镇、城区）包括：欧比尼、奥鲁厄、巴涅、蒙蒂伊、特雷沃勒、茹尔河畔图里、特雷奈。

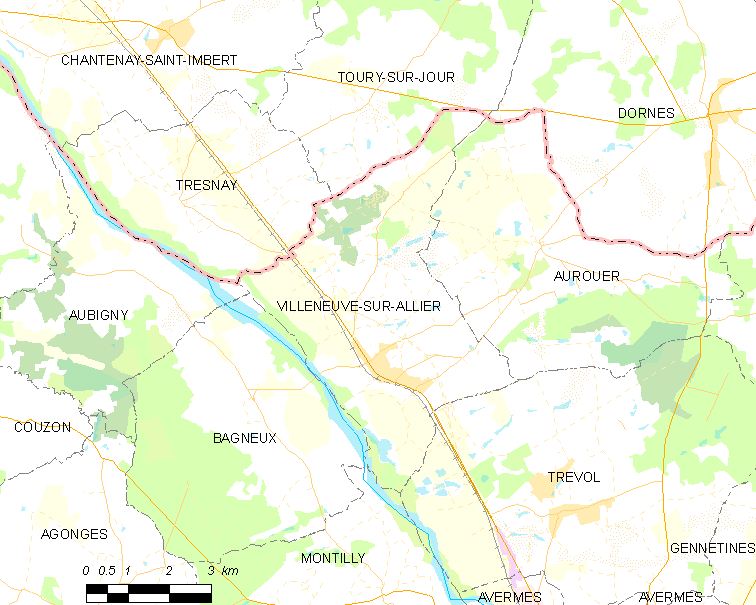
阿列河畔新城的OSM定位图

阿列河畔新城的时区为UTC+01:00、UTC+02:00（夏令时）。

## 行政
阿列河畔新城的邮政编码为03460，INSEE市镇编码为03316。

## 政治
阿列河畔新城所属的省级选区为伊泽尔县。

## 人口

1962-2008年间阿列河畔新城人口变化图示

阿列河畔新城于2022年1月1日时的人口数量为1037人。